# 14 avril 2000
Le vendredi 14 avril 2000 est le 105e jour de l'année 2000.

## Naissances
- Branco Provoste, joueur de football
- Elise Lasser, athlète belge
- Gleb Syritsa, coureur cycliste russe
- Lara Malsiner, sauteuse à ski italienne

## Décès
- Henri Pouzol (né le 29 mai 1914), poète français
- Phil Katz (né le 3 novembre 1962), informaticien américain
- Sebastián Fleitas (né le 25 février 1947), joueur de football paraguayen
- Wilf Mannion (né le 16 mai 1918), footballeur anglais

## Événements
- Sortie du film américain American Psycho
- Sortie du film américain Au nom d'Anna
- Sortie du téléfilm australien Cauchemar virtuel
- Sortie du jeu vidéo Daïkatana
- Fin de la telenovelas mexicaine Tres mujeres